# Coenecoopbrug

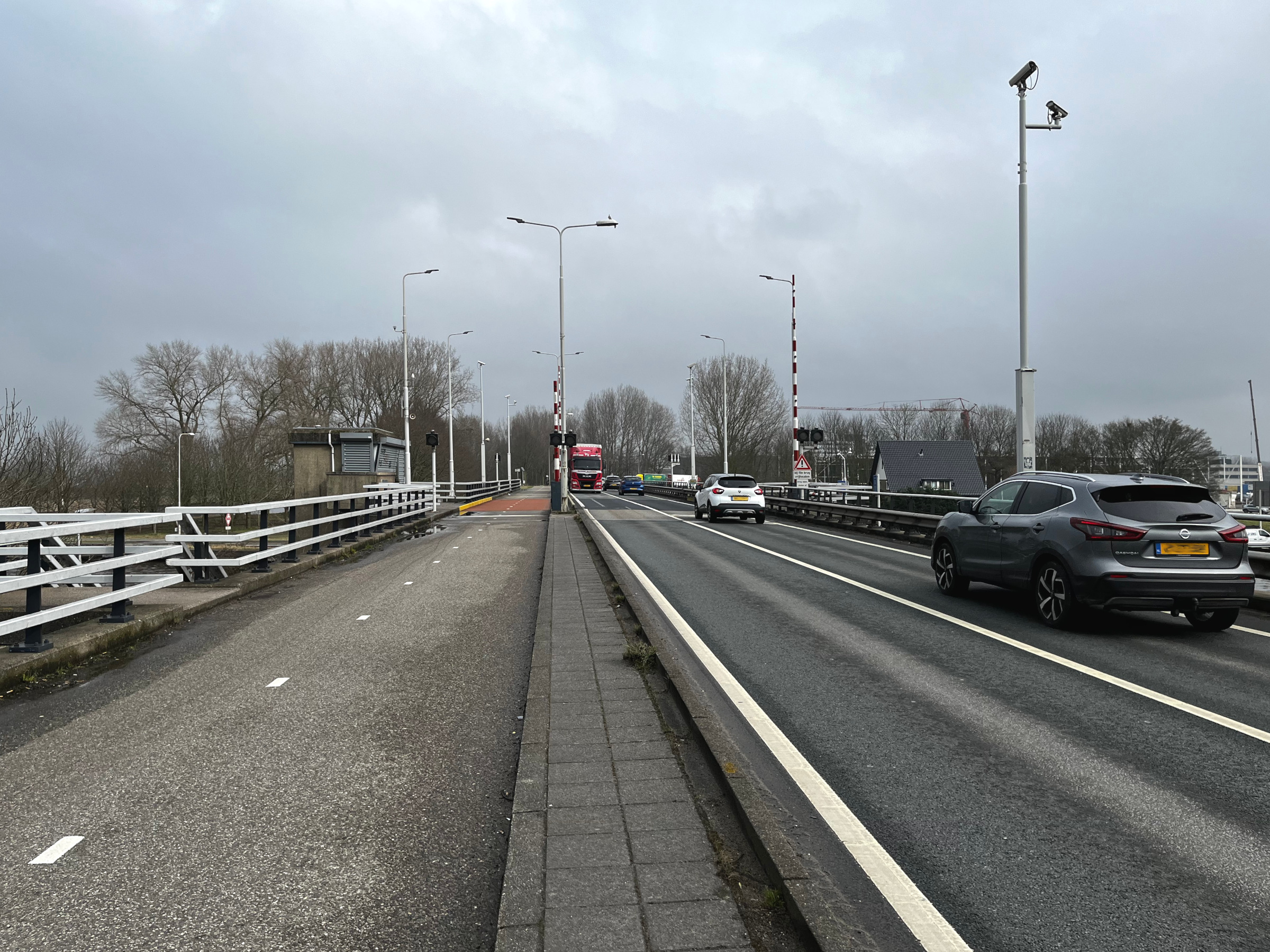

De Coenecoopbrug is een basculebrug bestaande uit twee brugvallen over de Gouwe. De brug ligt op de grens van de Nederlandse gemeenten Waddinxveen en Gouda ten zuiden van de Amaliabrug.
De brug is ontworpen door het Bruggenbureau te Den Haag, een toenmalig onderdeel van Rijkswaterstaat en is in 1937-1938 gebouwd door NV F. Kloos en Zonen's Werkplaatsen te Kinderdijk. De brug was van 1938 tot 1981 in gebruik als rijkswegbrug in rijksweg 12 en vanaf 1987 als vaste oeververbinding voor het lokale verkeer tussen Gouda en (zuid-)Waddinxveen.
De brug wordt op afstand bediend vanuit Brugbedieningscentrum Steekterpoort.

## Geschiedenis

### Rijkswegbrug
In oktober 1935 is het tracé weg no. 12 's-Gravenhage-Utrecht vastgesteld. Voor de overbrugging met de Gouwe is voor een basculebrug gekozen.
De opdracht voor het maken van de onderbouw van de basculebrug met bijkomende werken is voor ƒ 296.000,- gegund
aan NV Wernink's Beton Mij. te Leiden.
In augustus 1937 is het vervaardigen, leveren en bedrijfsklaar opstellen van twee bruggen in het tracé bij overeenkomst gegund aan NV F. Kloos en Zonen's Werkplaatsen.
Voor de brug over de Gouwe was een bedrag van ƒ 81.649,- gemoeid.
De brug moest gebouwd worden in een slappe veenbodem en er waren zo'n 1000 betonnen palen nodig voor een goede fundering. De bouwkosten bedroegen 1,8 miljoen gulden.
Op 9 juni 1938 werd de brug, aangeduid als Rijkswegbrug, officieel geopend.
De brug was uitgevoerd met één rijstrook van 6 meter in elke richting en aan beide zijden een fietspad van 3 meter. De brug heeft inclusief de aanbruggen een lengte van 212 meter. Met een totale breedte van 18 meter en een doorvaarthoogte van 4,90 meter was de brug ten tijde van de opening een van de grootste van Nederland.

### Coenecoopbrug
De schepen werden in de loop der tijd groter waardoor de brug steeds vaker geopend moest worden. Daarbij werd het op de weg ook steeds drukker. In 1955 bedroeg het werkdag-gemiddelde in één richting nog 11.800 motorvoertuigen, in 1965 was dit al opgelopen tot 30.500. De brug werd de flessenhals van de A12. Om het probleem op te lossen werden er plannen gemaakt om de weg te verbreden en een aquaduct onder de Gouwe aan te leggen. De brug zou daarna afgebroken worden omdat deze een obstakel was in de druk bevaren waterweg.
De betrokken regionale gemeenten drongen er echter bij de provincie en het rijk op aan om de brug voor regionale ontsluiting te behouden. In 1974 werd toegezegd dat de brug kon blijven bestaan.
Nadat op 6 oktober 1981 het Gouwe-aquaduct geopend was, kon de brug gebruikt worden door (brom)fietsers en voetgangers. De brug werd overgedragen aan de Provincie Zuid-Holland. De provincie startte met voorbereidingen om de in slechte staat verkerende brug te kunnen gaan gebruiken voor het lokale verkeer. De reconstructies begonnen in 1984 en bestonden uit de aanleg van de toe- en afritten en het aanpassen, het vervangen van het val, het versmallen van de bovenzijde van de steunpunten, en het geheel vervangen van de bovenbouw van de betonnen aanbruggen. Op voorstel van de gemeenten Waddinxveen en Moordrecht kreeg de gereconstrueerde brug de naam Coenecoopbrug. De totale kosten van de reconstructie bedroegen circa 9 miljoen gulden.
Op 21 augustus 1987 werd de brug feestelijk heropend. Tijdens de heropening werd een naambordje met de tekst: "Coenecoopbrug gereconstrueerd 1987" onthuld. Het bord was bevestigd aan het brugwachtershuisje. Vanaf dat moment had de brug een belangrijke functie als extra oeververbinding voor het lokale verkeer. Vooral het vrachtverkeer van de A12/A20 naar de nabijgelegen bedrijventereinen profiteerde hiervan.

## Naamgeving
De brug is vernoemd naar Coenecoop, een perceel van voor de uitvening en drooglegging van de Zuidplaspolder. Ook het nabijgelegen bedrijventerrein Coenecoop is naar dit perceel vernoemd. Hiermee is een historisch verband gelegd tussen de brug en haar directe omgeving.

## Fotogalerij

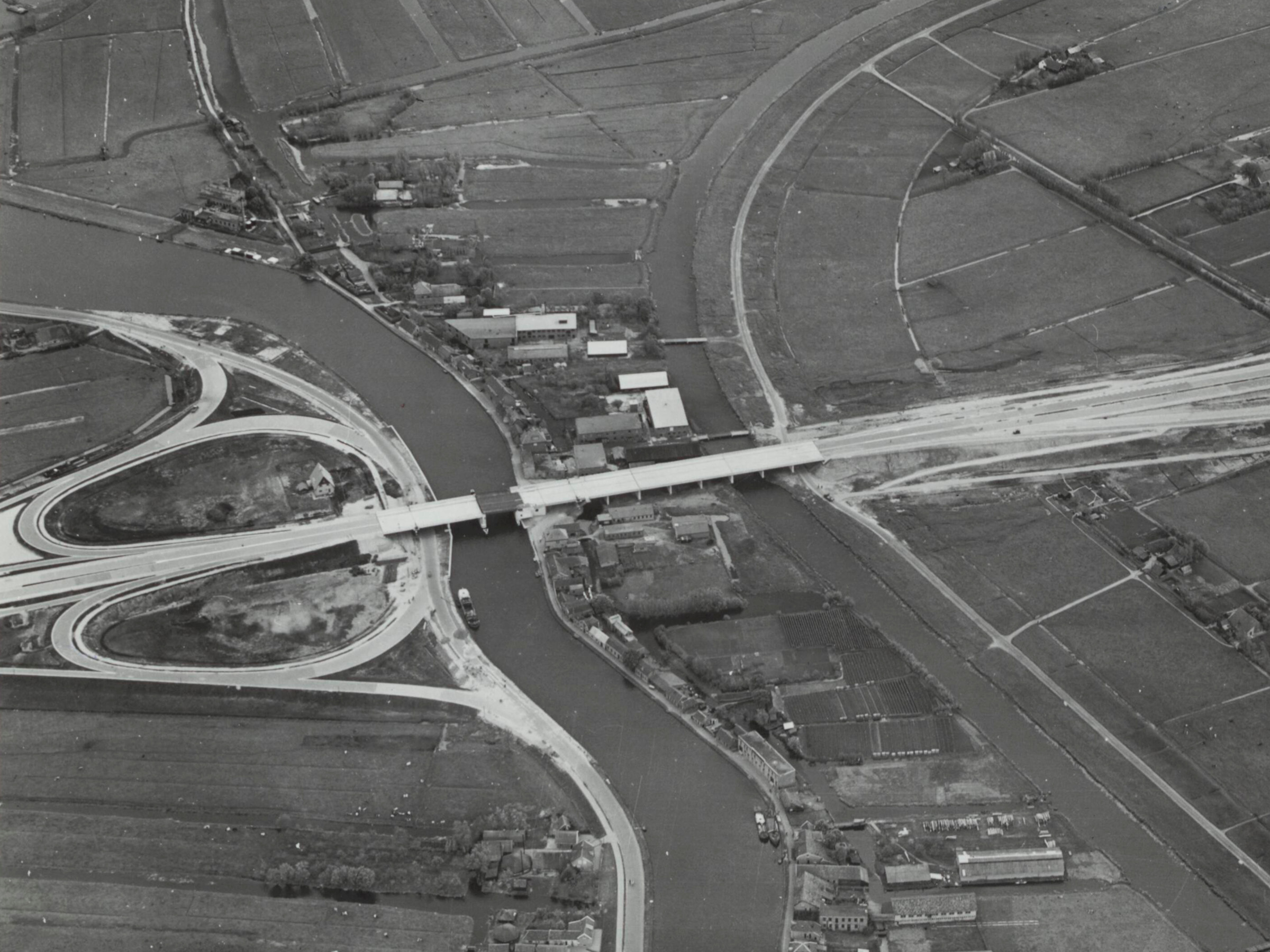
Rijkswegbrug in aanbouw (1938)
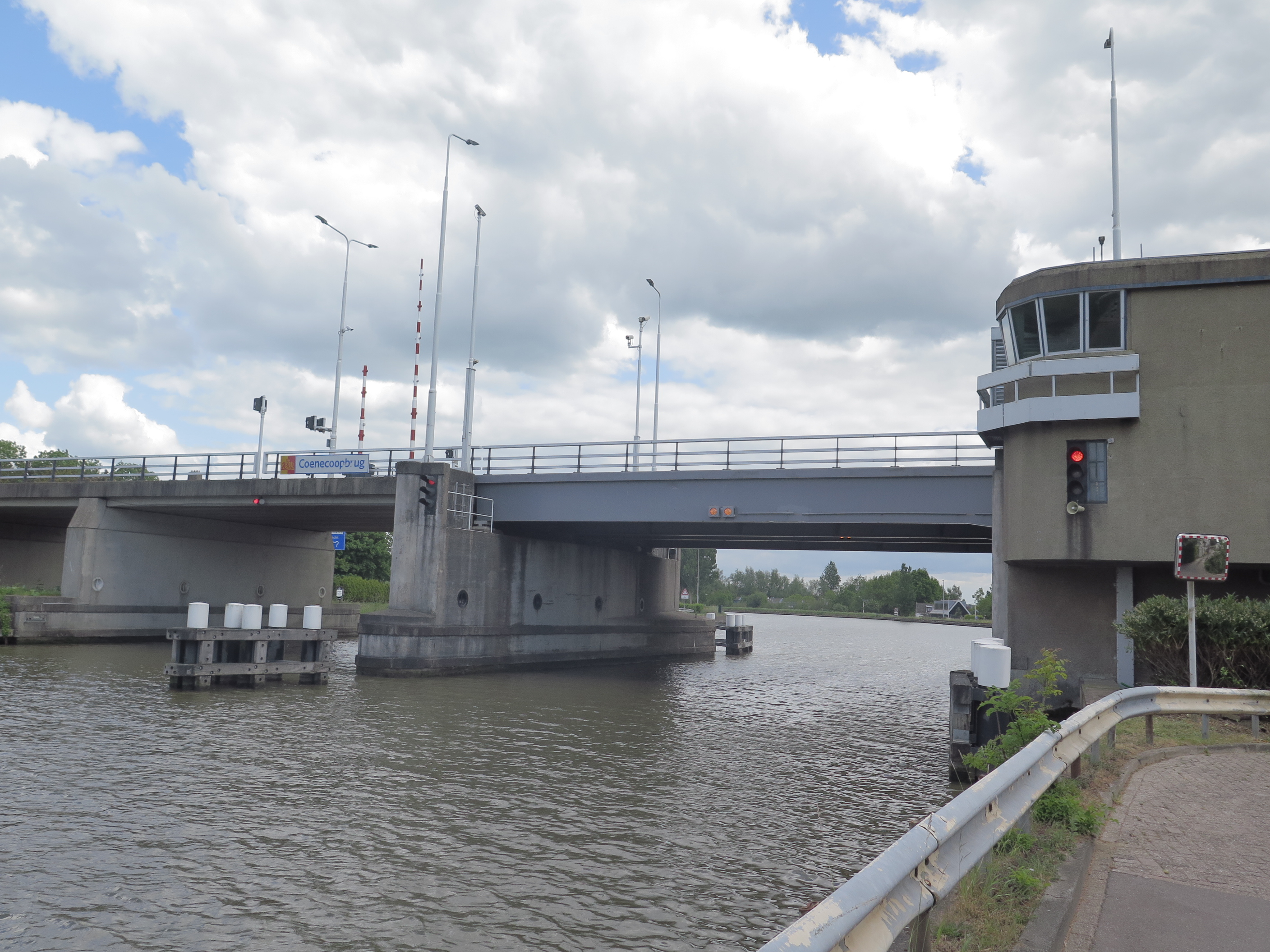
Brug gezien vanuit het noorden
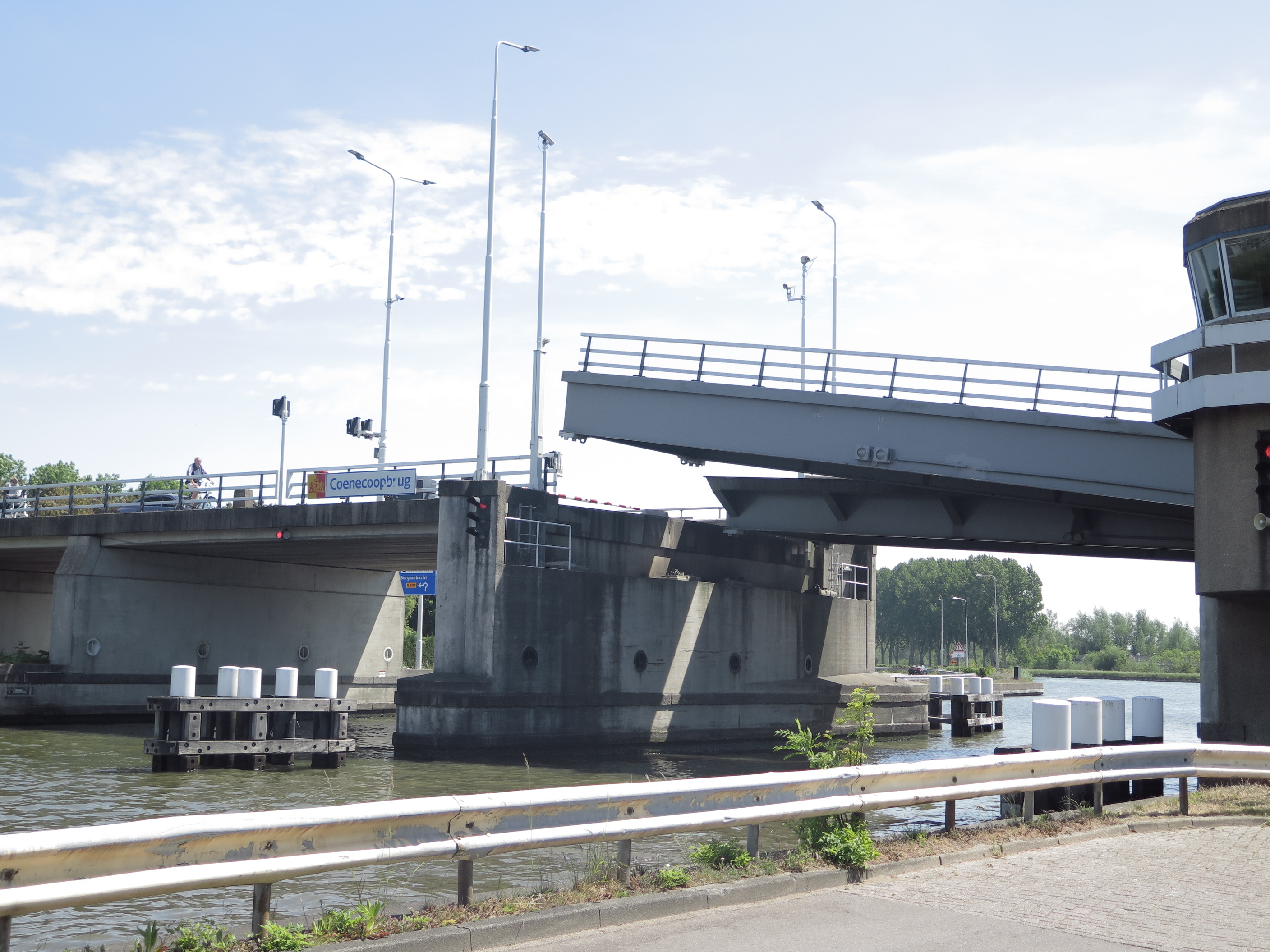
Twee naast elkaar liggende brugvallen
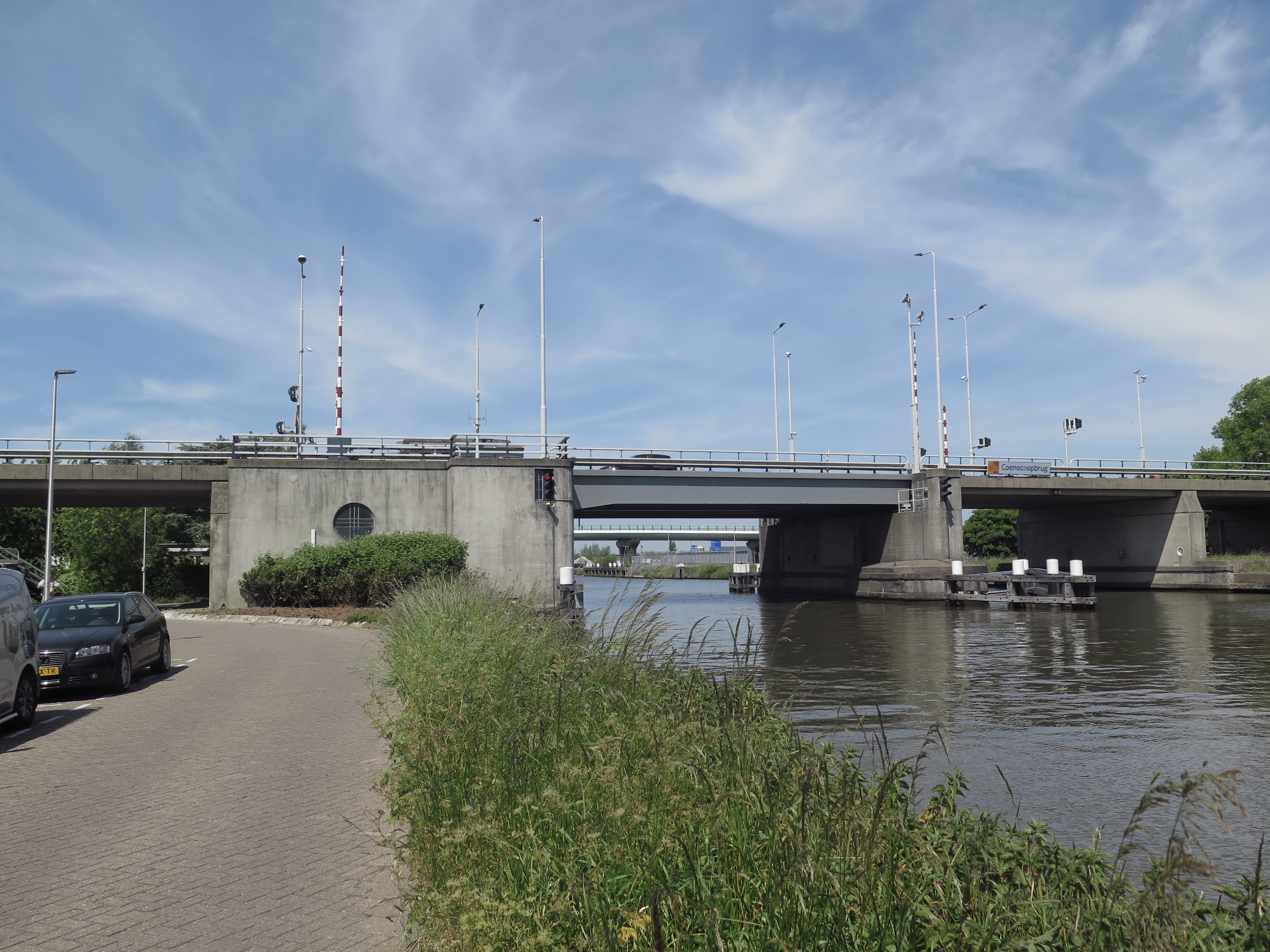
Brug gezien vanuit het zuiden
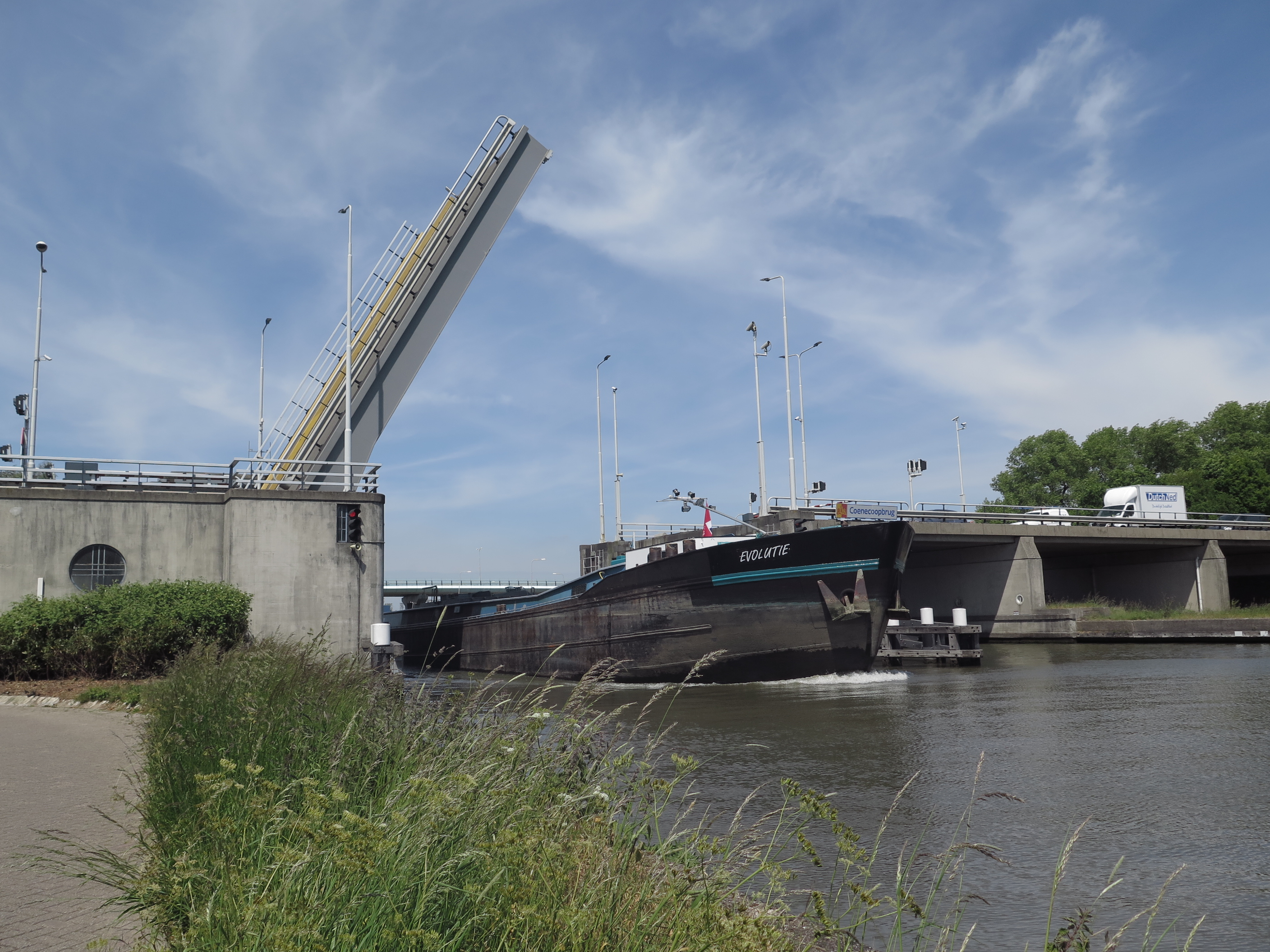
Half geopende brug
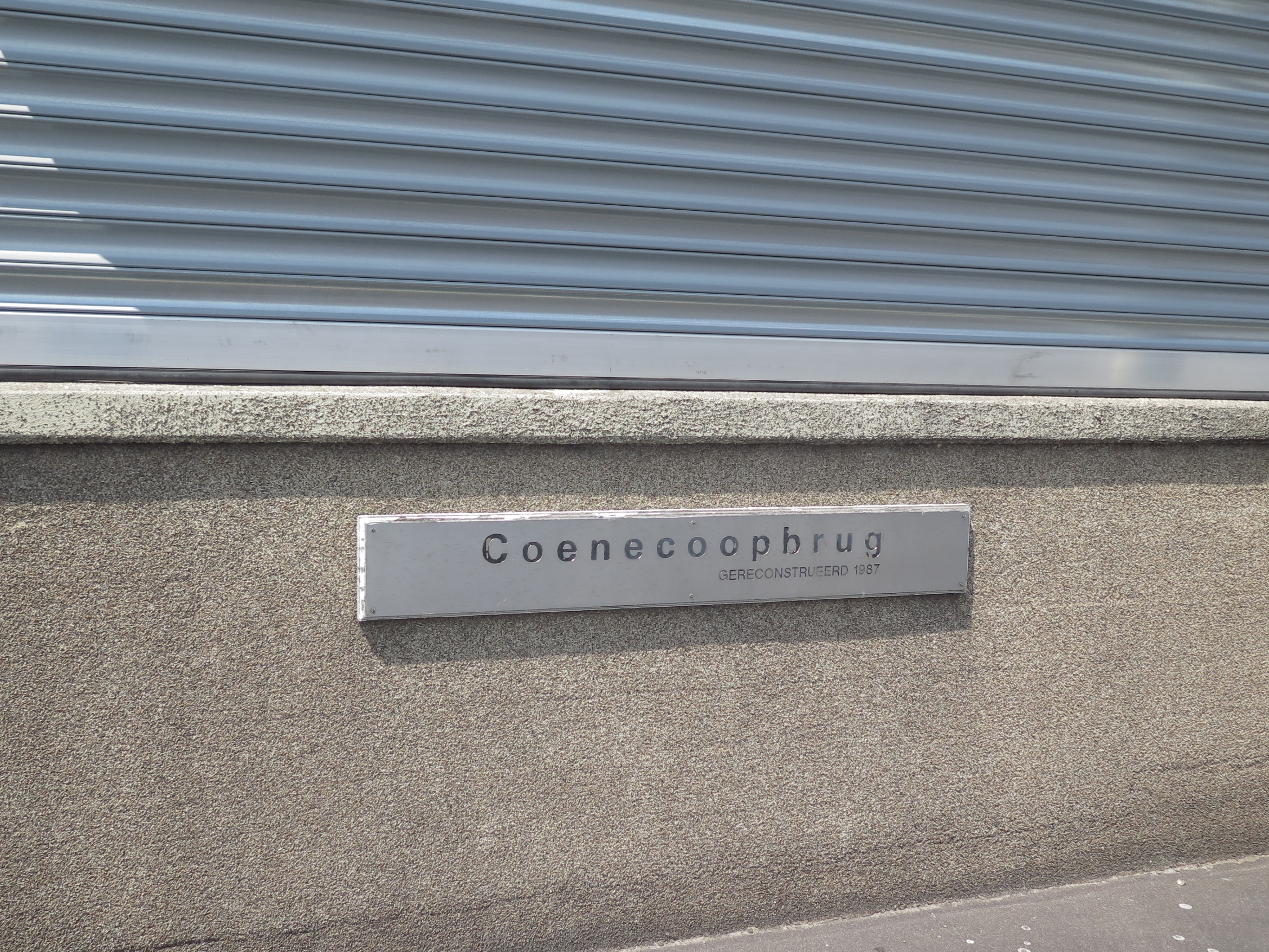
Bord op brugwachtershuisje
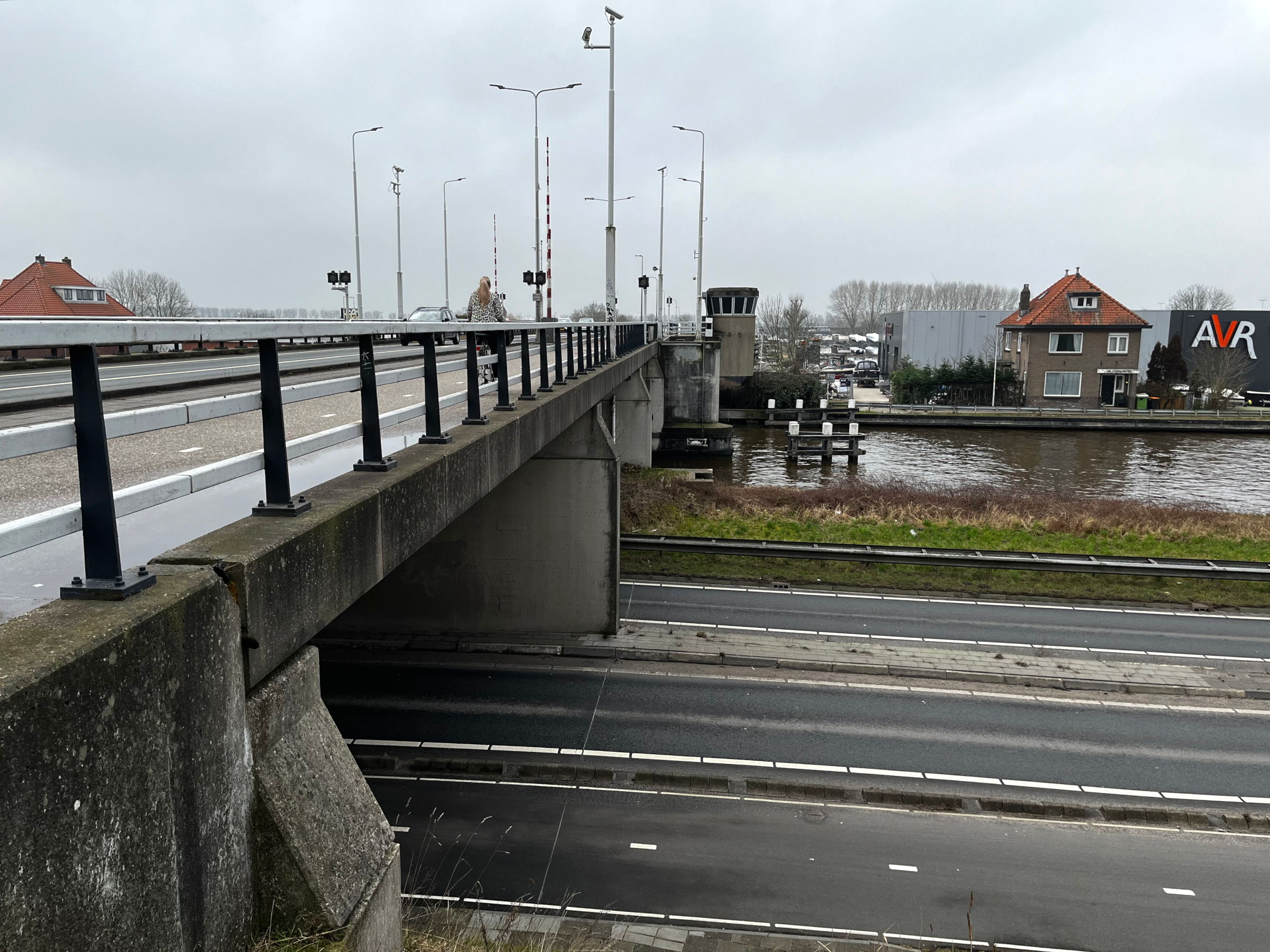
Brug richting Waddinxveen